# Jessica May
Jessica May Kara (Paranacity, Brasil, 5 de diciembre de 1993) es una actriz y modelo brasileña y turca, radicada en Turquía. May hizo su debut como actriz con un papel principal en la serie de televisión de Turquía Yeni Gelin (2017-18). Más tarde protagonizó la película Dert Bende (2019).

## Primeros años
Jessica May nació el 5 de diciembre de 1993 en Paranacity, Brasil. Su madre es maestra y su padre es agricultor. Vivió en una granja hasta los 15 años y trabajó en São Paulo antes de comenzar una carrera como actriz en Turquía.

## Carrera
La primera experiencia como actriz en términos profesionales fue en A Nova Noiva, estrenada en 2017. También fue su primer papel como protagonista. Yeni Gelin continuó 3 temporadas con 63 episodios. Más tarde, ganó prominencia actuando en la película de cine Dert Bende en 2019. May caminó por la pasarela en la Mercedes-Benz Fashion Week en Estambul. Apareció por última vez en la serie de televisión 'Maria and Mustafa' de 2020.

## Vida personal
Se casó con el fotógrafo turco Hüseyin Kara el 30 de junio de 2018.

## Filmografía

### Televisión
| Año       | Título            | Personaje | Nota(s)      |
| --------- | ----------------- | --------- | ------------ |
| 2017-2018 | Yeni Gelin        | Bella     | Protagonista |
| 2020      | Maria ile Mustafa | Maria     | Protagonista |

### Cine
| Año  | Título     | Personaje | Nota(s)      |
| ---- | ---------- | --------- | ------------ |
| 2019 | Dert Bende | Pelin     | Protagonista |

### Comerciales
- Özdilek (2018–19)[7]

## Premios y nominaciones
| Año  | Ceremonia                          | Premio                                | Obra       | Resultado |
| ---- | ---------------------------------- | ------------------------------------- | ---------- | --------- |
| 2017 | Altın Badem Awards                 | Mejor actriz de comedia               | Yeni Gelin | Ganadora  |
| 2017 | Moon Life Awards                   | Mejor actriz de comedia de televisión | Yeni Gelin | Ganadora  |
| 2018 | 23ma Golden Lens Awards            | Mejor actriz de comedia de televisión | Yeni Gelin | Ganadora  |
| 2018 | 45ma Golden Butterfly Awards       | Mejor actriz de comedia               | Yeni Gelin | Nominada  |
| 2018 | Istanbul University Gold 61 Awards | Mejor actriz                          | Yeni Gelin | Ganadora  |
| 2019 | Okan University Bests of the Year  | Mejor actriz extranjera               | Yeni Gelin | Ganadora  |
| 2019 | 5th Golden Palm Awards             | Mejor actriz de comedia de televisión | Yeni Gelin | Ganadora  |